# Aaron Baddeley
Aaron Baddeley (født 17. marts 1981 i Lebanon, New Hampshire, USA) er en amerikansk/australsk golfspiller, der (pr. september 2010) står noteret for to PGA Tour- og to European Tour-sejre gennem sin professionelle karriere. Hans bedste resultat i en Major-turnering er en 13. plads, som han opnåede ved US Open i 2007.
Baddeley besidder et dobbelt statsborgerskab, men repræsenterer Australien ved turneringer. Til dagligt bor han dog i Arizona i USA.